# Manu Ríos
Manuel Ríos Fernández (Calzada de Calatrava, Ciudad Real; 17 de diciembre de 1998), más conocido como Manu Ríos, es un actor y cantante español, principalmente conocido por su papel en la serie de Netflix Élite.

## Biografía
Manuel Ríos Fernández nació el 17 de diciembre de 1998 en Calzada de Calatrava, Ciudad Real. Vivió hasta los 19 años en Calzada de Calatrava con sus padres y su hermano mayor, que tiene tres años más que él.
Siendo muy pequeño cantaba en la peluquería de su madre en Calzada de Calatrava y a la edad de ocho años abrió su canal de YouTube, donde comenzó a subir covers de canciones famosas. Estudió danza clásica y también practicó clases de hip-hop en Ciudad Real. Formó parte del grupo de baile Sweet Babies, con el que se proclamó campeón de España de hip-hop.
A los nueve años de edad realizó su primera aparición en televisión, en el programa Cantando en familia emitido por Castilla La-Mancha Televisión. Un año después, participó como bailarín en el talent show Tú sí que vales emitido por Telecinco y presentado por Christian Gálvez, donde llegó a las semifinales del concurso.
En 2010 debutó en el Teatro Lope de Vega de Madrid, con el musical de la novela Los miserables de Víctor Hugo, donde interpretaba el personaje de Gavroche. Ese mismo año participó en Cántame cómo pasó, programa musical emitido por La 1 y presentado por Anne Igartiburu, basado en la vida de los Alcántara en la serie Cuéntame cómo pasó, donde concursó en el papel de Carlos Alcántara.
En 2011 fue seleccionado de entre cerca de medio millar de aspirantes, para formar parte del grupo musical juvenil Parchís, donde interpretaba la ficha de color rojo. En 2012 hizo una gira nacional con Parchís y realizó presentaciones en el Teatro La Latina de Madrid. También grabó su primer álbum titulado "Parchís en el mundo mágico".
En 2012 participó en el musical Don pepito (en busca del circo perdido) en el Teatro Coliseum de Madrid, donde Manu era el protagonista.
En 2013, con quince años, comenzó con un proyecto musical en Estados Unidos, donde firmó un contrato de seis años para empezar a producir sus propias canciones junto a un equipo estadounidense, trasladándose junto con sus padres y hermano a Boston para poder realizar todos los proyectos concernientes a su carrera musical, y después a Miami para afianzar todo lo que tenía programado y así poder cumplir su sueño. También participó en un plan de perfeccionamiento a nivel vocal y tras terminar sus estudios de secundaria, estuvo durante un año perfeccionando sus estudios de música.
En 2014 formó parte del elenco de Chiringuito de Pepe, serie emitida por Telecinco, donde interpretó a Mauricio Martínez.
En 2021 se incorporó como personaje principal en la cuarta temporada de la serie de Netflix Élite, donde interpretó a Patrick Blanco durante tres temporadas. En 2022 protagonizó la serie de Atresplayer Premium La edad de la ira junto a Amaia Aberasturi, donde interpretó a Marcos.
En 2023 estrena Extraña forma de vida, su colaboración con su compueblano Pedro Almodóvar, donde comparte reparto con Ethan Hawke y Pedro Pascal. Ese mismo año participó también en la serie El silencio de Netflix, donde compartió reparto con Arón Piper, Aria Bedmar y Almudena Amor.
En 2024, participó en la serie de Netflix Respira, un drama médico creado por Carlos Montero, que se estrenó el 30 de agosto de 2024 en la plataforma de streaming.

## Filmografía

### Películas
| Año  | Título                | Rol      | Notas        |
| ---- | --------------------- | -------- | ------------ |
| 2023 | Extraña forma de vida | Cantante | Cortometraje |
| TBA  | Mi querida señorita   |          |              |
| TBA  | Day Drinker           |          |              |
| TBA  | Rapture               |          |              |

### Series
| Año           | Título                          | Rol                       | Emitido por         | Notas                                           |
| ------------- | ------------------------------- | ------------------------- | ------------------- | ----------------------------------------------- |
| 2014          | Chiringuito de Pepe             | Mauricio Martínez         | Telecinco           | Secundario, 5 episodios (temporada 1)           |
| 2021–2022     | Élite                           | Patrick Blanco Commerford | Netflix             | Elenco principal, 24 episodios (temporadas 4-6) |
| 2021          | Élite historias breves: Patrick | Patrick Blanco Commerford | Netflix             | Protagonista, 3 episodios                       |
| 2022          | La edad de la ira               | Marcos                    | Atresplayer Premium | Protagonista, 4 episodios                       |
| 2023          | El silencio                     | Eneko                     | Netflix             | Elenco principal; 6 episodios                   |
| 2024–presente | Respira                         | Dr. Biel de Felipe        | Netflix             | Elenco principal; 8 episodios                   |

### Programas
| Año  | Título                             | Emitido por | Rol              | Notas       |
| ---- | ---------------------------------- | ----------- | ---------------- | ----------- |
| 2008 | Cantando en familia                | CMM TV      | Él mismo         | Concursante |
| 2009 | Tú sí que vales                    | Telecinco   | Él mismo         | Concursante |
| 2010 | Cántame cómo pasó                  | La 1        | Carlos Alcántara | Concursante |
| 2023 | XXXVII edición de los Premios Goya | La 1        | Anunciador       |             |

### Teatro
| Año       | Título         | Rol                 | Notas                        |
| --------- | -------------- | ------------------- | ---------------------------- |
| 2010      | Los miserables | Gavroche Thénardier | Musical, Teatro Lope de Vega |
| 2012-2013 | Don Pepito     | Don Pepito          | Musical, Teatro Lope de Vega |

## Premios y nominaciones
| Premio              | Año  | Categoría                 | Trabajo nominado | Resultado | Ref.          |
| ------------------- | ---- | ------------------------- | ---------------- | --------- | ------------- |
| Fotogramas de Plata | 2022 | Mejor actor de televisión | Élite            | Nominado  | [ 44 ] [ 45 ] |